# Jimmy Whitfield
Jimmy Whitfield (Kingston upon Hull, 18 maggio 1919 – 1984) è stato un calciatore inglese, di ruolo attaccante.

## Caratteristiche tecniche
Era un centravanti.

## Carriera
Ha iniziato la carriera con i semiprofessionisti dell'Humber United per poi nel 1946, alla ripresa dei campionati dopo la seconda guerra mondiale, accasarsi nella prima divisione inglese al Grimsby Town, club con il quale all'età di 27 anni ha pertanto esordito da professionista: l'esordio vero e proprio avviene in particolare il 19 ottobre 1946 in una vittoria per 2-1 sul campo del Sunderland, mentre la sua prima rete arriva il successivo 2 novembre in un pareggio esterno per 3-3 contro l'Everton. Più in generale, la sua prima stagione si chiude con 2 reti in 6 presenze.
Nella stagione 1947-1948, che il club bianconero termina con un ultimo posto in classifica (e quindi con la retrocessione in seconda divisione) Whitfield trova in realtà maggiore regolarità di impiego, andando in rete per 3 volte (2 delle quali nel giro di una settimana, tra il 27 dicembre 1947 ed il 3 gennaio 1948); viene poi riconfermato in rosa anche per la stagione 1948-1949, nella quale va a segno per 2 volte in 4 presenze in seconda divisione con i Mariners. A fine stagione scende in terza divisione allo Scunthorpe Utd, dove però trova poco spazio, segnando 6 reti in sole 16 presenze spalmate su due stagioni, terminate le quali va a giocare nella medesima categoria al Southport: dopo 12 presenze senza reti, a stagione in corso fa ritorno allo Scunthorpe United; la sua seconda permanenza agli Irons si rivela di maggior successo della precedente, dal momento che in tre stagioni e mezzo realizza 25 reti in 104 presenze di campionato (tutte in terza divisione). Successivamente va a giocare a livello semiprofessionistico prima al Boston Utd e poi a Brigg Town ed Alford United, con cui chiude la carriera.
In carriera ha totalizzato complessivamente 161 presenze e 38 reti nei campionati della Football League.

## Palmarès

### Club

#### Competizioni regionali
- Lincolnshire Senior Cup: 2

Scunthorpe United: 1953-1954, 1954-1955